# Tadahiko Itō

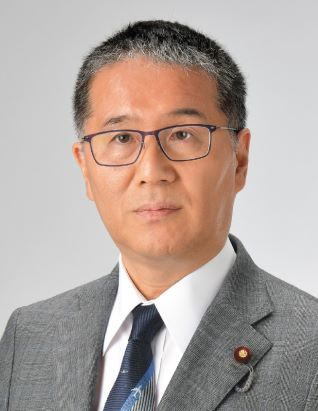
Itō 2024

Tadahiko Itō (japanisch 伊藤 忠彦 Itō Tadahiko; * 11. Juli 1964 in Nagoya, Aichi) ist ein japanischer Politiker, Mitglied des Abgeordnetenhauses für den Verhältniswahlblock Tōkai und seit 2024 Wiederaufbauminister in den Kabinetten Ishiba. Er gehört heute der Liberaldemokratischen Partei (LDP) an, darin bis zur Auflösung 2024 der Nikai-Faktion.
Itō besuchte die der Waseda-Universität angeschlossene Oberschule und studierte anschließend an der rechtswissenschaftlichen Fakultät der Waseda-Universität. Nach seinem Abschluss 1986 wurde er Angestellter bei Dentsū, wo er bis 1994 blieb. Danach wurde er Sekretär des Abgeordneten Masayoshi Takemura von der Shintō Sakigake, in dieser Zeit Finanzminister der Großen Koalition. Bei der Rätehauswahl 1995 kandidierte Itō selbst auf Platz 9 der Sakigake-Liste im landesweiten Verhältniswahlwahlkreis, die Partei gewann dort aber nur zwei Sitze. Bei der Abgeordnetenhauswahl 1996 trat er im Verhältniswahlblock Kinki auf Platz 4 der Sakigake-Liste an, die aber ohne Sitz blieb. 1997 wurde er Sekretär des LDP-Abgeordneten Keizō Obuchi, in dieser Zeit Außenminister.
Erstmals erfolgreich kandidierte Itō bei der Präfekturparlamentswahl in Aichi 1999 (Teil der einheitlichen Wahlen), als er ohne Parteinominierung im Einmandatswahlkreis Stadt Chita (Chitashi-ku) antrat und gewann. 2003 verteidigte er seinen Sitz, nun als LDP-Kandidat. 2005 trat er für den Wechsel in die Nationalpolitik zurück. Er kandidierte bei der Abgeordnetenhauswahl 2005 für die LDP im Wahlkreis Aichi 8, zu dem unter anderem Stadt und Kreis Chita gehören, gegen den demokratischen Amtsinhaber Yutaka Banno und setzte sich relativ knapp durch. Bei der LDP-Erdrutschniederlage 2009 unterlag er Banno deutlich und schied aus dem Abgeordnetenhaus aus. Bei der DP-Erdrutschniederlage 2012 gewann er den Sitz zurück und verteidigte ihn danach zunächst bis einschließlich 2021 dreimal in Folge.
Für die Regierung war Itō von 2013 bis 2014 (Kabinett Abe II) politischer Staatssekretär im Kabinettsamt und dem Ministerium für Allgemeine Angelegenheiten, von 2016 bis 2018 (Abe III (2. Umbildung) bis Abe IV) Vizeminister im Kabinettsamt und dem Umweltministerium. Im Abgeordnetenhaus saß er von 2021 bis 2022 dem Sonderausschuss für den Wiederaufbau nach dem „Großen Ostjapanischen Erdbeben“ vor, anschließend bis 2023 dem Justizausschuss. In der nationalen LDP wurde er 2019 Vizegeneralsekretär.
Im Oktober 2024 berief der neue Ministerpräsident Shigeru Ishiba Itō als Wiederaufbauminister in sein erstes Kabinett. Bei der bald folgenden Abgeordnetenhauswahl 2024 verlor er den Wahlkreis Aichi 8 an Yutaka Banno (inzwischen KDP). Mit einer relativ deutlichen Mehrheitswahlniederlage landete er nur auf Platz 7 der LDP-Liste im Block Tōkai, der nach dem Verhältniswahlstimmenergebnis nur sechs Sitze zugestanden hätten; da die DVP aber zu wenige Kandidaten in Tōkai nominiert hatte, wurden zwei ihrer Sitze an LDP und KDP umverteilt. Itō blieb damit Abgeordneter und anschließend auch im zweiten Kabinett Ishiba Minister.

## Familie
Itōs Onkel war Sōichirō Yamamoto, von 1969 bis 1989 Gouverneur von Miyagi.